# Rollo del Mar Muerto de Isaías

Reproducción fotográfica del Gran Rollo de Isaías, el mejor preservado de los rollos bíblicos encontrados en Qumrán.

El Rollo de Isaías o 1Qlsa, también llamado el Gran Rollo de Isaías, es un manuscrito importante descubierto en los después conocidos como los Rollos del Mar Muerto. Fue escrito en pergamino y contiene un texto casi completo del libro de Isaías. Data entre 150 y 100 a. C.

## Descubrimiento

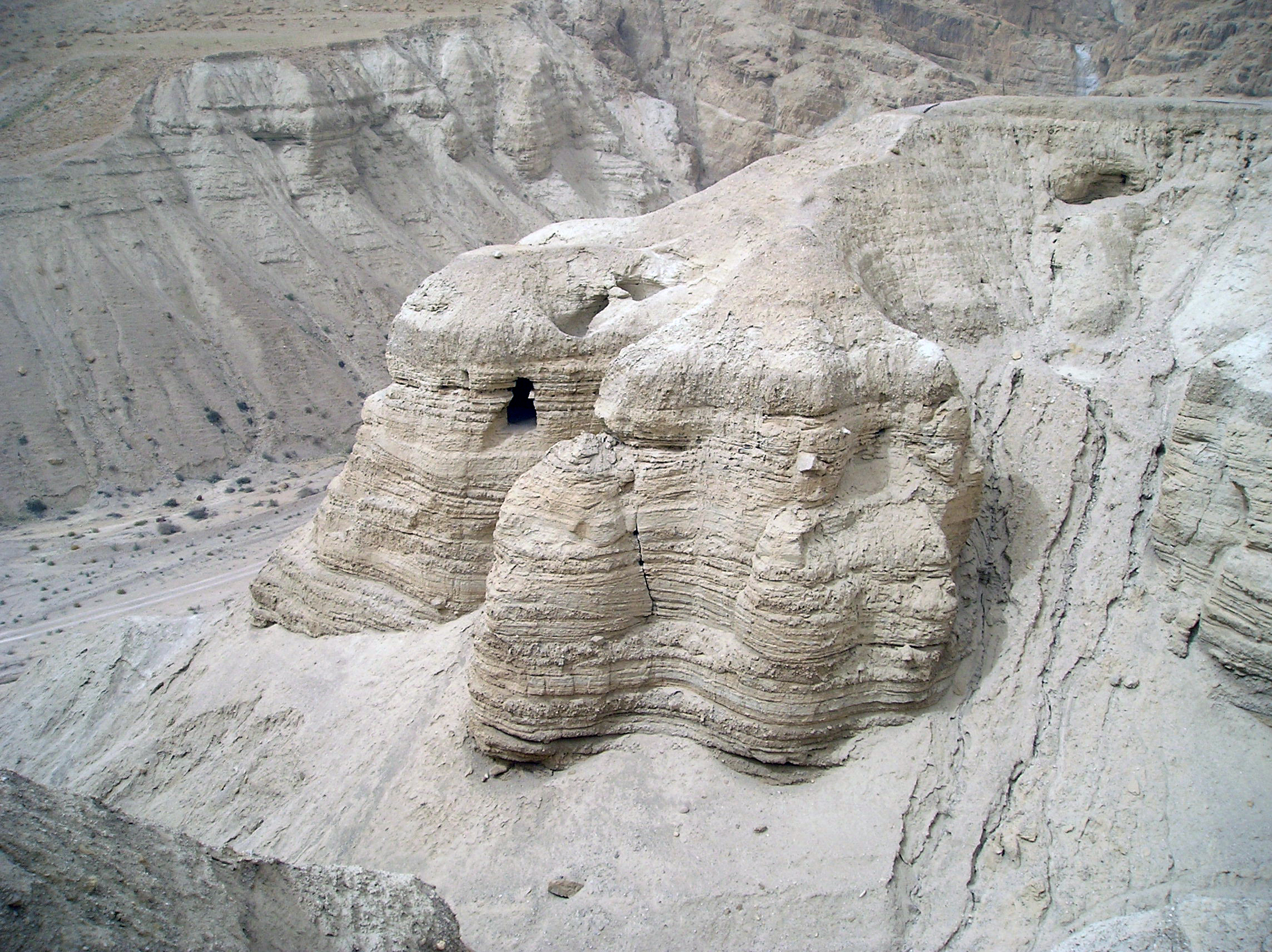
Cuevas de Qumrán.

Fue encontrado en una cueva cerca del mar Muerto, concretamente en la Cueva 1 Qumrán, junto con otros seis rollos por pastores beduinos en 1947. El rollo fue vendido por los beduinos a un comerciante de antigüedades que pasó a ser un miembro de la Iglesia siria, quien lo vendió a Anastasius Samuel, el Metropolitano de la Iglesia ortodoxa siria en el Este de Jerusalén. Mar Samuel trajo el rollo a los EE. UU. con la esperanza de venderlo, junto con los otros tres que tenía en su poder. Fueron comprados por el arqueólogo israelita Yigael Yadin por $250,000 en 1954 y devueltos a Israel. El rollo, junto con más de 200 fragmentos de los rollos del Mar Muerto, actualmente están guardados en Jerusalén en el Santuario del Libro del Museo de Israel.

## Descripción

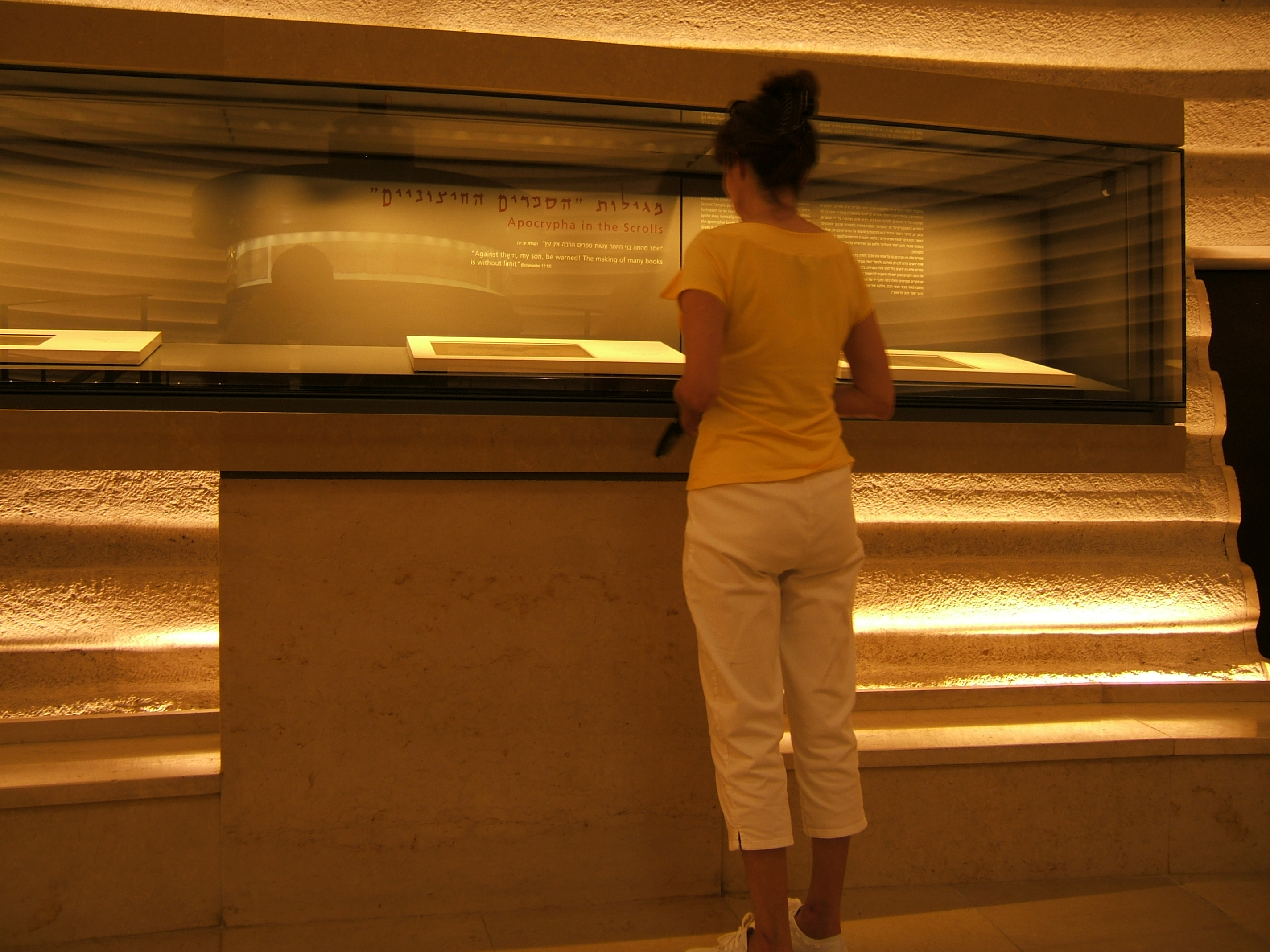
Los Rollos del Mar Muerto en el Santuario del Libro.

El rollo está escrito en 17 hojas de pergamino. Es particularmente grande, teniendo cerca de 24 pies de largo y 11 pulgadas 
de alto. Son 54 columnas de texto. Las partes del Rollo de Isaías han sido fechadas por carbono-14 al menos cuatro veces, dando rangos de fechas calibrados entre 335-324 a. C. y 202-107 a. C. También se han hecho numerosos estudios paleográficos y escribas ubicando el rollo cerca de 150-100 a. C.

## Texto
Este es el rollo más completo de los 220 encontrados, estando el texto del libro entero de principio a fin. Es la copia completa de mayor antigüedad de las conocida de Isaías, al ser 1100 años más antigua que el Códice de Leningrado.
Esta copia de Isaías contiene varias diferencias con el posterior texto masorético, texto que forma la base de las biblias modernas hebreas. Parte de las diferencias son simplemente gramaticales, como por ejemplo, la ortografía de ciertas palabras con una letra adicional que no altera la pronunciación. Del resto, por ejemplo, algunos cambios de redacción, la mayoría no altera significativamente el significado del pasaje.[cita requerida] En total se han identificado 2.600 variantes textuales, que van desde una letra a una o varias palabras e incluso, versículos enteros con un texto diferente.
El Gran Rollo de Isaías se caracteriza por el uso de una grafía plena, que ya indicaba todos los sonidos vocálicos hebreos, usando consonantes auxiliares, de manera que se puede tener mayor certeza del texto y saber cómo se pronunciaba el hebreo en la época.
Estudios avanzados con el uso de Inteligencia Artificial sugieren que el rollo pudo ser trascrito por dos escribas y no por uno como se había pensado desde su hallazgo.